# Ajdabiya
Ajdabiya (arabisk: إجدابيا) er en kommune og en by i Libyen. Kommunen ligger i det nordøstlige Libyen, og dets hovedby er Ajdabiya.
Ajdabiya har i nord kystlinje mod Middelhavet, og grænser for øvrigt mod fem andre libyske kommuner.

## Byen Ajdabiya
Ajdabiya har omkring 150.000 indbyggere (2005). Byen ligger ved kysten i den nordøstlige del af kommunen.
Ajdabiya har traditionelt været en markedsplads for handel med Sahara, en opgave som til en vis grad stadig udfylder. 
Byens vartegn er en moske fra det 10. århundrede og en romersk paladsfæstning. Under romerne hed byen Corniclanum.

### 2. Verdenskrig
Byen Ajdabiya er nok bedst kendt under navnet El Agheila. Byen er en kystby i bunden af Sidrabugten. Under 2. verdenskrig var byen ramme om en række slag i Ørkenkrigen.
I februar 1941 blev den erobret af britiske tropper efter deres nedkæmpelse af den 10. italienske Arme i Operation Compass. De britiske styrker gjorde holdt her, mens hovedparten af den britiske styrke blev sendt til Grækenland for at kæmpe mod aksemagterne under Invasionen af Grækenland. Det gav det tyske Afrikakorps under Erwin Rommel tid til at ankomme og iværksætte en offensiv, hvor El Agheila blev generobret i marts og som fortsatte hele vejen til Tobruk og videre til den ægyptiske grænse. Rommel udbyggede forsvaret af byen og brugte den som base for sine operationer under Belejringen af Tobruk. Efter at være blevet drevet tilbage fra Tobruk i Operation Crusader i december 1941 faldt Afrikakorpset tilbage til El Agheila, hvor de stoppede tilbagetrækningen og standsede den britiske fremrykning. 
I januar 1942 startede Rommel en ny offensiv ved El Agheila, som igen drev briterne tilbage til Tobruk, som denne gang blev erobret, og videre langt ind i Ægypten inden fremstødet blev stoppet i det Første slag om el-Alamein i juli 1942. Rommel blev afgørende slået i det Andet slag om el-Alamein i november, og aksemagterne opgav El Agheila for sidste gang i slutningen af december 1942. 
30°45′20″N 20°13′30″Ø / 30.75556°N 20.22500°Ø
- Wikimedia Commons har flere filer relateret til Ajdabiya